# Новоівановка (Казахстан)
Новоіва́новка (каз. Новоиванов) — село у складі Тайиншинського району Північноказахстанської області Казахстану. Входить до складу Чермошнянського сільського округу.
Населення — 143 особи (2021; 215 у 2009, 377 у 1999, 397 у 1989).
Національний склад станом на 1989 рік:
- німці — 51 %.